# شجرة الكريسماس (رواية)
شجرة الكريسماس (بالإنجليزية: The Christmas Tree)‏ هي رواية للكاتبة الأيرلندية جينيفر جونستون، نشرت عام 1981، عن دار نشر هاميش هاملتون في المملكة المتحدة وويليام مورو في الولايات المتحدة.